# سوفانووونگ

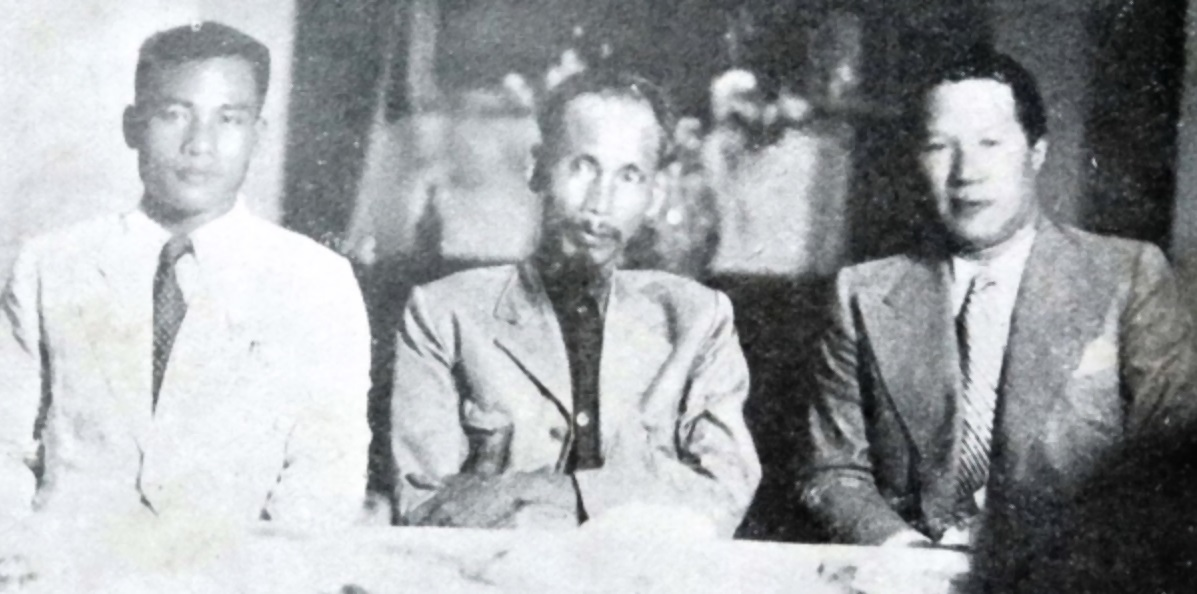
«سوفانووونگ» و «هوشی‌مین» در سال ۱۹۴۵

سوفانووونگ (انگلیسی: Souphanouvong؛ زاده ۱۳ ژوئیه ۱۹۰۹ – درگذشته ۹ ژانویه ۱۹۹۵) یک سیاست‌مدار اهل لائوس بود. وی از دسامبر ۱۹۷۵ تا اوت ۱۹۹۱ اولین رئیس‌جمهور این کشور بود.